# セミエビ
セミエビ（蝉海老、Scyllarides squamosus）は、セミエビ科に分類されるエビの一種。イセエビと同様温暖な浅海に生息する大型のエビで、食用になる。
地域によっては、モンパ、クツエビ、アカテゴザ、カブトエビとも呼称される。

## 特徴
成体は体長30cmに達し、イセエビに匹敵する大型種である。体表は外骨格が分厚く発達して非常に堅く、背面すべてに顆粒状突起が密生し、その間に短毛が散在する。体色はほぼ全身が赤褐色で、尾扇が黄褐色をしている。
半円形の第2触角が体の前面に2つ並び、その間からひげ状の第1触角が第2触角よりも長く伸びる。頭胸甲の上には頸溝と胃域の溝があり、縦に"U""H"と彫刻されたように見える。また、腹部背面の中央がやや出っ張る。
体つきはセミエビ科特有の上から押しつぶされたような平たい体型だが、同じ科のウチワエビやゾウリエビなどに比べると厚みがあり、体の縁に鋸状の歯がない点で区別できる。和名もこの体型がセミに似ることに由来する。セミエビに似るが体長数cm程度のヒメセミエビ類もおり、大きさの点ではこちらの方がセミに近い。
インド太平洋の熱帯・亜熱帯域に広く分布し、日本では房総半島以南の太平洋岸で見られる。外洋に面した浅い海の岩礁やサンゴ礁に生息し、イセエビやゾウリエビなどと同所的に分布する。昼は岩陰に潜み、夜になると出歩いて貝類や甲殻類などの小動物を捕食する。
刺し網などによってイセエビと同様に漁獲されるが、宮崎県では市場に流通するほどの量はなく、漁獲地周辺での消費が主流である。身は美味で、ウチワエビやゾウリエビより量も多い。刺身や塩茹でなどで食べられる。市場では1kgあたり2万円の高値がつき、その多くは高級料亭に卸される。

## 近縁種
セミエビ属 Scyllaridesは全世界の熱帯・亜熱帯域に多くの種類がある。
日本にはセミエビの他にもう一種コブセミエビ（瘤蝉海老） S. haani (De Haan, 1841) が分布する。セミエビよりもわずかに大型で、第1触角が第2触角より短く、背中側の起伏がセミエビよりも高い。インド洋・太平洋に広く分布するが、島嶼部に多く大陸沿岸には分布しない。日本では紀伊半島以南の沿岸域で見られる。

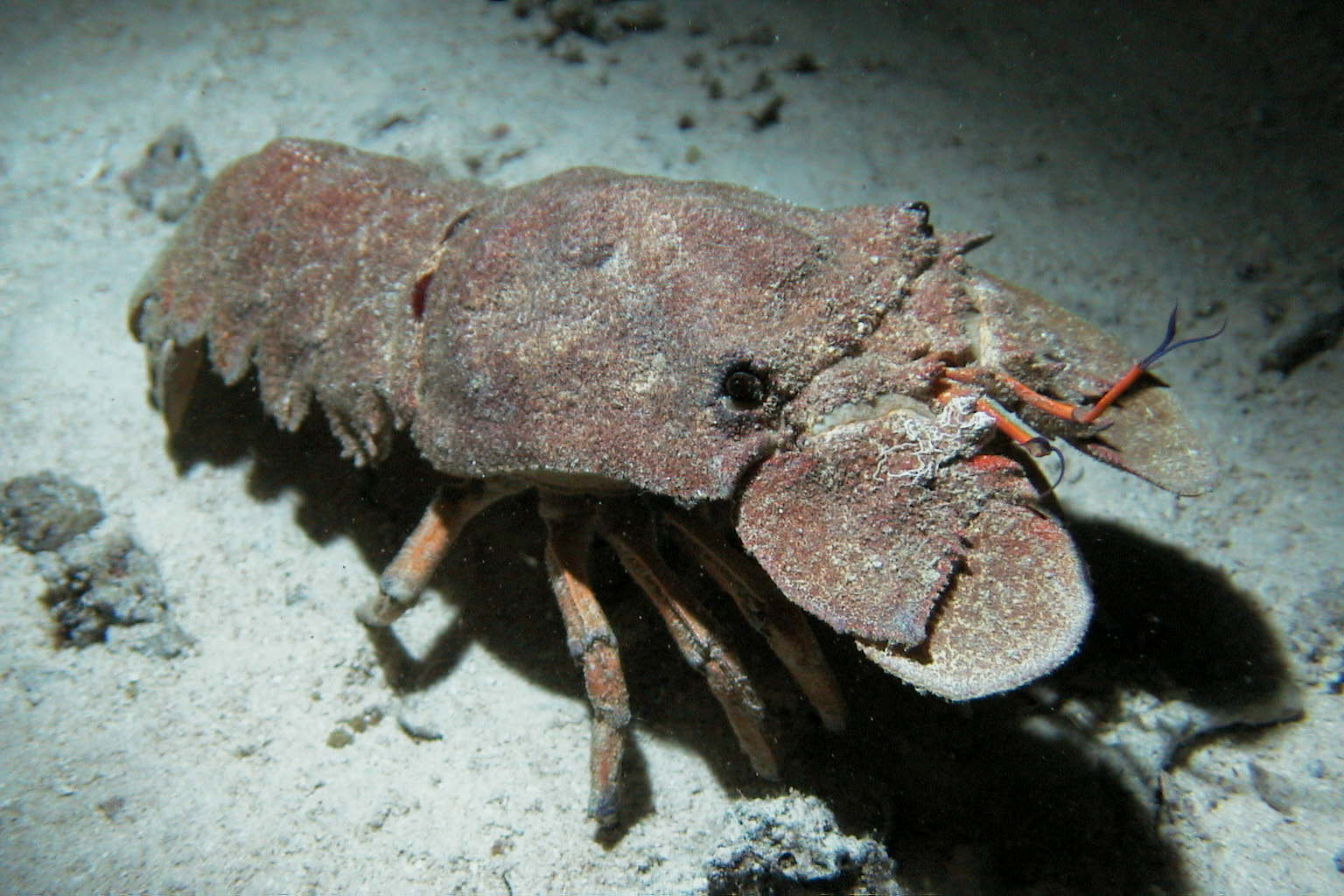
Scyllarides latus 大西洋東岸と地中海に分布する